# 'Ubayd Allah ben Qasim
‘Ubayd Allah ben Qasim o Obaidala ben Cásim (fl. X secolo) è stato un arcivescovo arabo, arcivescovo di Toledo (ca. 962- 971/973) sotto il regno del califfo al-Ḥakam II.
Nei 132 anni intercorsi tra la morte di Giovanni (926) e l’insediamento di Pasquale (1058), è l’unico arcivescovo toletano di cui sia rimasta traccia documentaria. Nondimeno, le notizie su di lui sono molto scarse e ruotano essenzialmente attorno al solo episodio attestabile che lo vide protagonista.

## Il ricevimento di Ordoño IV di Léon a Medina Azahara
Nel 962 il nuovo califfo al-Ḥakam II, appena succeduto al padre ʿAbd al-Raḥmān b. Muḥammad b. ʿAbd Allāh, organizzò nel palazzo cordovano di Medina Azahara un solenne ricevimento per accogliere il re di Léon Ordoño IV, da due anni costretto all’esilio dal ritorno del legittimo monarca Sancho I. Intenzione di al-Ḥakam II era quella di stringere un’alleanza con l’esule, finalizzata all’espansione dell’influenza del califfato nei territori leonesi una volta tornato sul trono Ordoño.
L’occasione era dunque di rilievo, al punto che il sovrano omayyade organizzò svariate giornate di gran festa a Cordova, nelle quali i più grandi poeti di corte del tempo ebbero modo di misurarsi nel cantare la grandezza e le glorie di al-Andalus. Fu in questo contesto che ‘Ubayd Allah ben Qasim venne impiegato come interprete ufficiale, insieme a Walid ben Khayzuran (cadì dei cristiani di Cordova, anch’egli mozarabo), durante le importanti trattative che si svolsero tra i due sovrani. Al termine di queste, al-Ḥakam II decise l’invio di un esercito a sostegno di Ordoño, al comando del proprio generale Galìb; ad ‘Ubayd e Walid venne affidato il delicato incarico di trattare il rilascio del figlio del pretendente al trono leonese, trattenuto come ostaggio da Sancho I.
La spedizione in realtà tramontò ancor prima di partire: pochi mesi dopo, in un ristretto arco temporale, il monarca arabo strinse con Sancho un trattato di pace e lo stesso Ordoño morì nella capitale califfale. Nessun'altra menzione documentaria sull’arcivescovo toledano è giunta fino a noi. Mayte Penelas ipotizza che ‘Ubayd e Walid potrebbero, in seguito, esser stati impiegati a più riprese come ambasciatori presso le corti cristiane della Spagna settentrionale, tra il 971 (361) e il 973 (363). Ad ogni modo, anche ammettendo che sia sopravvissuto al regno di al-Ḥakam II (morto nel 976), pare improbabile che il metropolita abbia mai ricoperto alcun incarico per il successore, il califfo Hishām II ibn al-Ḥakam (976-1008).
Ulteriori informazioni su ‘Ubayd Allah ben Qasim sono inoltre deducibili, in maniera implicita, dallo stesso episodio del ricevimento di Ordoño IV presso il palazzo di Medina Azahara. Innanzitutto, la sua appartenenza ad un casato aristocratico, come provato dalla carica ricoperta e dalla notevole vicinanza al califfo. Inoltre, il fatto che fosse un vescovo cristiano e che padroneggiasse il volgare leonese al punto da essere impiegato come interprete in un’occasione tanto importante, lascia intendere come ‘Ubayd non fosse di etnia araba, bensì autoctono della penisola iberica. Il nome arabo non induca in inganno: già Francisco Javier Simonet, nella sua Historia de los mozarabes, metteva in evidenza come tutti i funzionari di etnia non araba impiegati presso la corte omayyade di Cordova del X secolo fossero tenuti ad adottare un “nome pubblico” nella lingua dell’amministrazione, in sostituzione al proprio nome “privato”; nome che, nel caso di ‘Ubayd ben Qasim, non è stato tramandato dalle fonti (è ad ogni modo probabile che fosse latino o gotico).
Uno spunto di riflessione è fornito dalla residenza di ‘Ubayd: nonostante fosse metropolita di Toledo, è attestato esclusivamente il suo servizio alla corte di al-Ḥakam II, dunque tra Cordova e Madinat al-Zahra’. A questa altezza cronologica, non deve affatto sorprendere che un vescovo vivesse ed operasse al di fuori della propria diocesi; piuttosto, è interessante constatare come un alto prelato cristiano risiedesse in pianta stabile a stretto contatto con il cuore del potere mussulmano, da cui si vide assegnare anche delicati incarichi. È probabile che il califfo mirasse infatti a controllare da vicino i maggiori rappresentanti delle minoranze religiose; d’altra parte, in un’epoca in cui Toledo si trovava saldamente sotto il controllo islamico, l’arcivescovo avrebbe potuto meglio intercedere a vantaggio della propria arcidiocesi sfruttando la vicinanza alla corte cordovana.
Ad ogni modo, la vicenda biografica di ‘Ubayd Allah ben Qasim, per quanto molto lacunosa, prova una volta di più la vivacità e la tolleranza che, a metà del X secolo, caratterizzavano il multiculturale dominio arabo di al-Andalus: per quanto l’etnia araba fosse senz’altro quella dominante e privilegiata, il caso dell’arcivescovo di Toledo e di altri prelati mozarabi quali Walid ben Khayzuran dimostra come, per lo meno ad un livello sociale elevato, una carriera ad alto livello non fosse preclusa ad esponenti di etnie e confessioni differenti.

## Opere

### 'Ubayd Allah ben Qasim e leStoriedi Orosio
Nessuno scritto di ‘Ubayd Allah ben Qasim è giunto fino a noi. Tuttavia, nell’ambito di un dibattito storiografico, concernente la possibile attribuzione della traduzione in arabo delle Historiarum adversus paganos libri septem di Paolo Orosio all’ambiente cordovano del X secolo, Kuhayla presentò la tesi secondo cui, sulla base di riferimenti contenuti nella documentazione coeva, questa sarebbe stata elaborata sotto il regno di al-Ḥakam II. In particolare, egli ipotizza che il celebre Qasim ben Asbagh (morto nel 951), presentato nel XIV secolo da Ibn Khaldun come uno degli autori della traduzione, sarebbe stato in realtà totalmente estraneo al progetto. Lo storico tunisino avrebbe infatti confuso, con un’erronea crasi, i nomi di Asbagh ben Nabil e di ‘Ubayd Allah ben Qasim con quello del famoso intellettuale. ‘Ubayd sarebbe quindi da identificarsi quale co-autore della importante opera culturale, insieme ad Asbagh ben Nabil; quest'ultimo era un mozarabo, probabilmente un religioso cristiano, che avrebbe ricoperto insieme al metropolita di Toledo incarichi presso la corte di al-Ḥakam II. 
Lo storico egiziano sostenne l’attribuzione della traduzione ai due mozarabi anche servendosi di un’analisi di stampo linguistico: per quanto ben fatta, a parer suo la resa in arabo non sarebbe stata svolta da un madrelingua, bensì da (almeno) un autore più padrone del latino (la lingua originariamente utilizzata da Paolo Orosio) che non dell’idioma del califfo.